# Jacob van Doordt

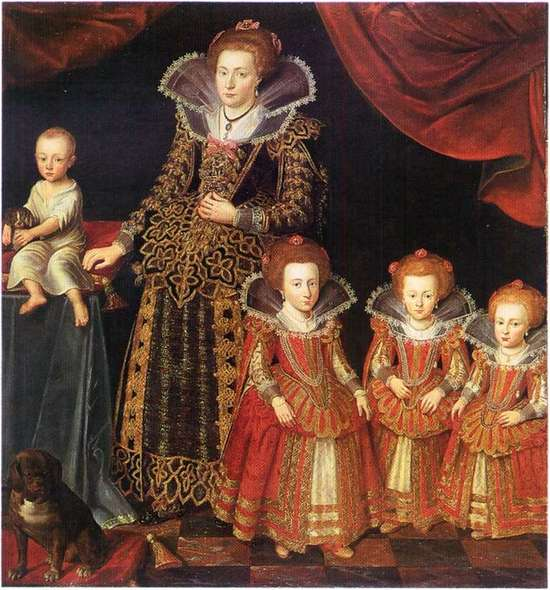
Kirsten Munk, 1623

Jacob van Doordt (aussi orthographié : Jacob van der Doordt, Jacob van der Dort, Jacob van Doort, Jacob Van Der Dort, Jacob van Dort, Jacob van der Doort, Jacob Van Der Doordt), né à Hambourg et mort le 1er novembre 1629 à Stockholm, est un portraitiste et bosseleur (de).

## Biographie
Peu de détails sont connus sur sa personne. Il est peut-être d'origine flamande ; il travaille en Allemagne et en Europe du Nord. Il est peut-être le fils du graveur anversois Peter van der Doort qui travaille à Hambourg de 1590 à 1610 et le frère du bosseleur et professeur de dessin Abraham van der Doort qui travaille à la cour d'Angleterre et du peintre Isaak van der Doort ; il y a probablement aussi une parenté avec Paulus van der Doort d'Anvers qui travaille à Hambourg vers 1600. Il signe ses tableaux JVDoort (JVD entrelacés).

## Activité
Jacob possède un atelier à Hambourg et rend visite à ses clients (royaux), notamment dans les pays scandinaves. Il réalise des portraits en grand et petit format. En 1606, il fait probablement un voyage en Angleterre. Il est à 
Wolfenbüttel vers 1610-1611. Entre 1610 et 1626, il séjourne à plusieurs reprises au Danemark. Il fait des portraits de Christian IV, de son épouse Anne-Catherine de Brandebourg, de leur fils Christian de Danemark et d'autres membres de l'aristocratie danoise. Il semble notamment avoir eu les faveurs de Christian IV et de sa sœur, la duchesse Élisabeth de Brunswick-Wolfenbüttel. Dans deux lettres de recommandation de Christian IV au roi anglais Jacques Ier, datées du 3 juillet et du 8 octobre 1624, il est mentionné comme « un portraitiste accompli, qui l'a servi fidèlement ». Il est à Brandenburg an der Havel en 1619, à Londres en 
1624-1625, à Gottorf en 1627-1628, enfin à Stockholm en 1629.
À Copenhague, entre 1623 et 1626, il réalise plusieurs portraits de Christine Munk, la seconde épouse de Christian IV. Après 1626, il travaille principalement à Stockholm pour le roi suédois Gustave II Adolphe. Il meurt à Stockholm en 1629.

## Portraits
Les portraits en possession danoise, conservés à Rosenborg, Frederiksborg et Amalienborg, représentant Christian IV, sa reine et d'autres personnes, grandeur nature et en miniature, à la gouache ou à l'huile ; ils montrent le travail artistique de Doordt à partir de 1611. Dans un petitformat, il réalise des tableaux de la reine Anne-Catherine et de son fils Christian (à Rosenborg) et de deux doubles portraits de Frédéric II et de Christian IV avec un peintre, tous deux appartenant à l'État suédois (Gripsholm). À la cour ducale de Gottorp, il a peint plusieurs portraits du neveu de Christian IV, Frédéric III de Holstein-Gottorp ; parmi ceux-ci, un portrait en pied de 1621 est conservé au château de la Résidence de Dresde qui, avec une toile de Friedrich Ulrich de Braunschweig-Lüneburg conservée dans le même musée, permet d'explorer son œuvre.
- 1609 : Élisabeth de Danemark, duchesse de Brunswick-Wolfenbüttel, collection Château de Frederiksborg ;
- 1609 : Hedwige de Danemark, électrice consort ;
- 1609 : Edwige de Brunswick-Wolfenbüttel, duchesse de Poméranie Royal Collection;
- 1610 : Christian IV, roi du Danemark, collection du château de Rosenborg ;
- 1611 : Anne-Catherine de Brandebourg, reine de Danemark avec le prince héritier Christian de Danemark, collection du château de Rosenborg ;
- 1611 : Double portrait de Frédéric II (roi de Danemark) du Danemark et de la reine Sophie, collection de château de Malmö ;
- 1611 : Anne Catherine du Danemark avec Christian 1611 collection du château de Gripsholm.
- 1611 : Portrait en buste du roi Christian IV, collection du palais de Rosenborg ;
- — : Portrait en buste du roi Christian IV, collection du château de Malmö ;
- v. 1615 : Ulrich du Danemark (1611–1633) (de), prince du Danemark, enfant, avec son chien carlin, collection du château de Rosenborg ;
- v. 1617 : Sophie Krabbe, collection du château de Frederiksborg
- v. 1617 : Christian Eriksen, collection du château de Frederiksborg
- 1621 : Frédéric III de Holstein-Gottorp, collections du château de la Résidence de Dresde.
- Frédéric-Ulrich de Brunswick-Wolfenbüttel, duc de Brunswick-Wolfenbüttel.
- 1623 : Kirsten Munk, collection du château de Frederiksborg ;
- v. 1625 Jacques Ier, collection du Palais Saint James
- 1626 : Sophie du Danemark, collection du palais de Frederiksborg.

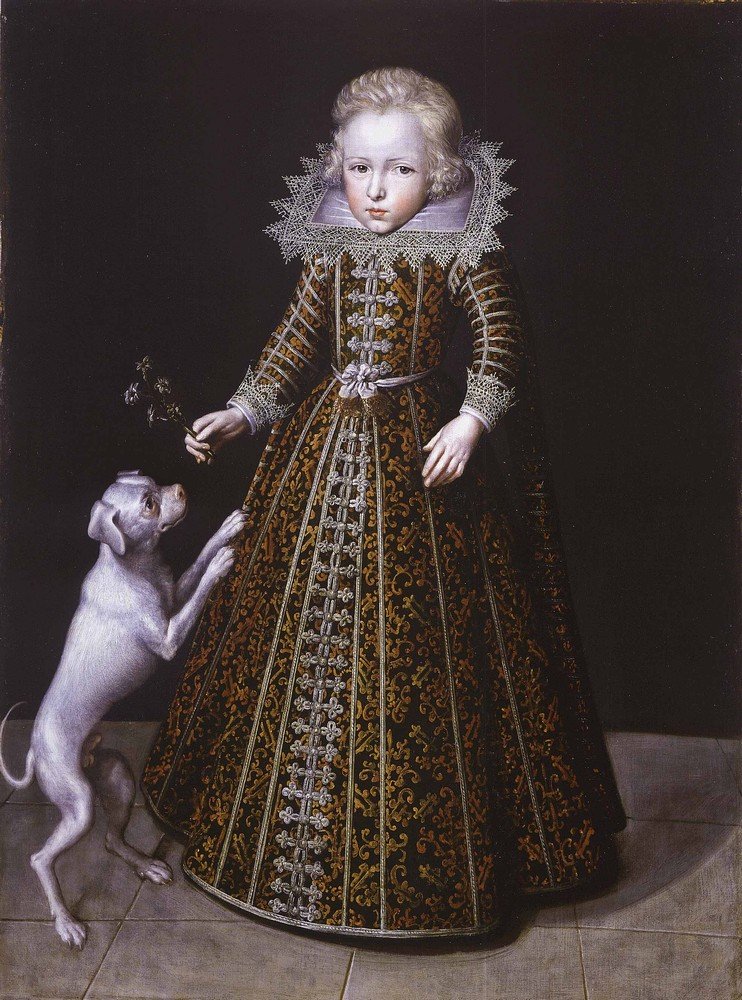
Ulrich du Danemark (vers 1615).
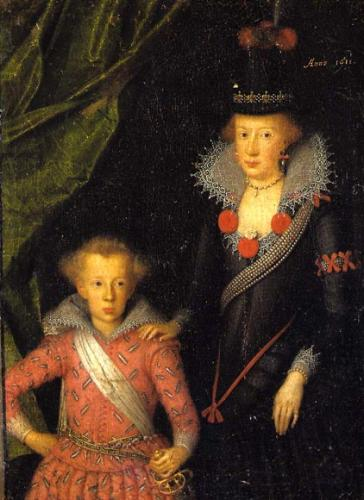
Anne Catherine du Danemark avec Christian, 1611.
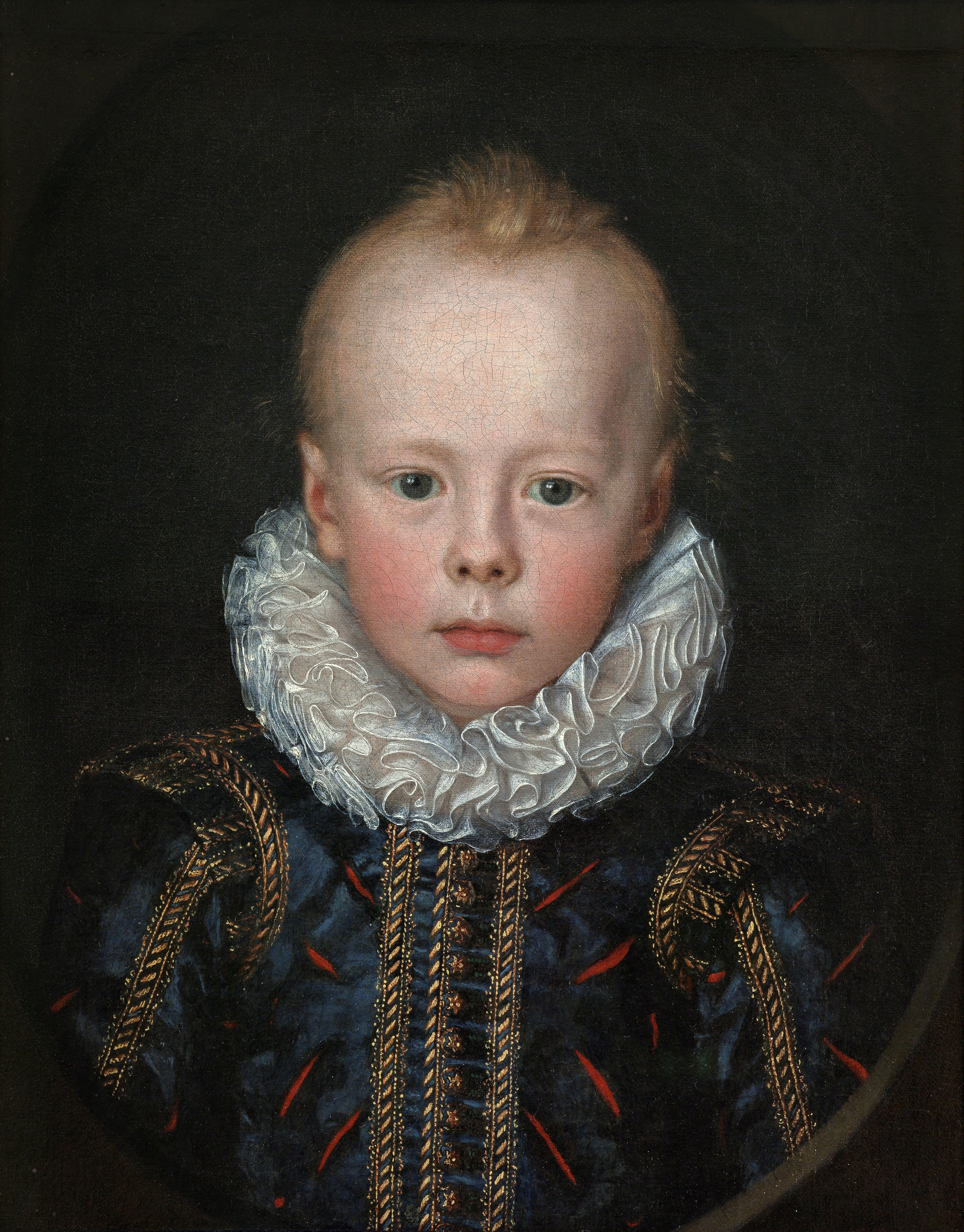
Portrait d'un prince, probablement Frédéric III ou son frère, prince Christian[2].

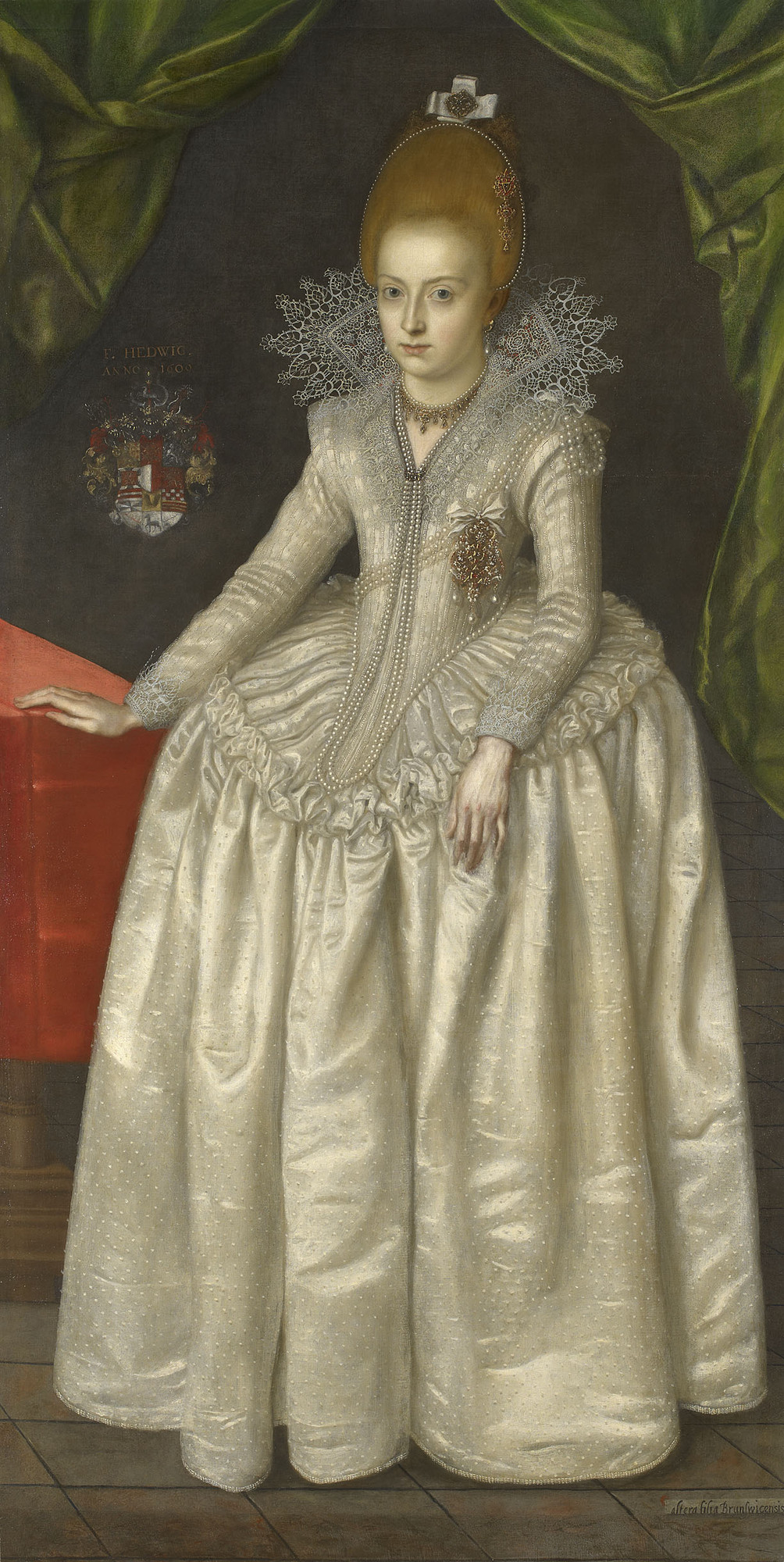
Edwige de Brunswick-Wolfenbüttel, duchesse de Poméranie.
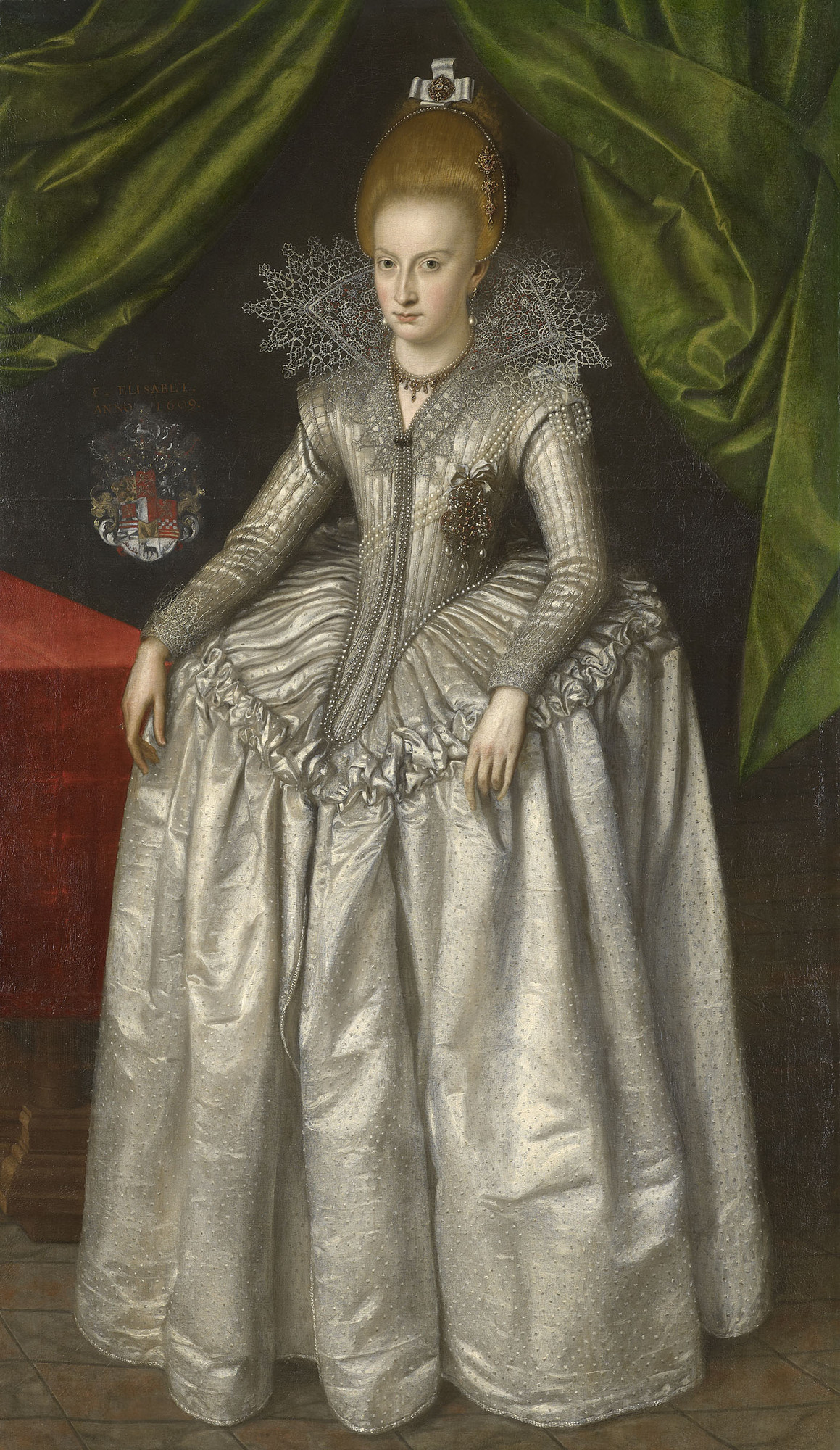
Élisabeth de Brunswick-Wolfenbüttel, duchesse de Saxe-Altenbourg.

## Style
Dans sa conception détaillée et linéaire, son style montre un lien avec la tradition de la Renaissance, comme cela apparaît également dans la peinture d'Allemande du nord, mais une plasticité plus forte dans les figures et les draperies rappelle déjà l'idéal stylistique du Baroque. La composition tendue et statique de l'ensemble de la figure est une caractéristique héritée depuis plus d'un siècle du portrait princier de la Renaissance.